# Project Gotham Racing 4

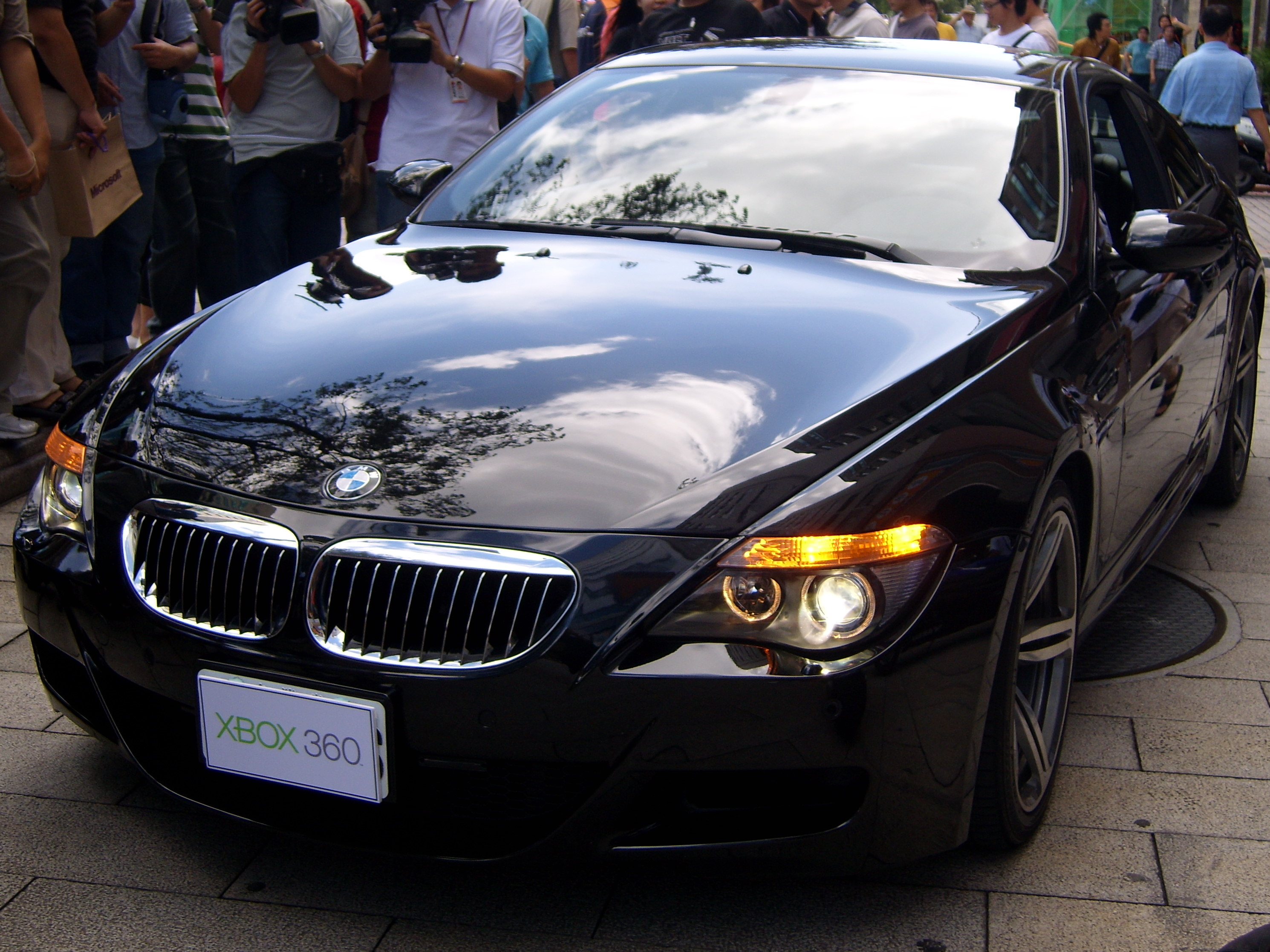
Esdeveniment de prellançament a Taiwan amb el cotxe BMW M6 que apareix al joc com a mitjà de promoció.

Project Gotham Racing 4 és el quart videojoc de la saga Project Gotham Racing, fet per Bizarre Creations i publicat per Microsoft. PGR4 (com es diu normalment) és la continuació de Project Gotham Racing 3 amb el qual es va llançar amb el llançament de la Xbox 360.

## Pistes confirmades
Dels altres videojocs de la saga:
- Tòquio
- Ciutat de Nova York
- Nürburgring
- Londres
- Las Vegas

Noves a la saga:
- Xangai
- Sant Petersburg
- Ciutat del Quebec

## Cotxes confirmats
Audi
- Audi R8

BMW
- BMW M5

Chevrolet
- Chevrolet Corvette Stingray

Ferrari
- Ferrari 250 GTO
- Ferrari 599 GTB Fiorano
- Ferrari F430
- Ferrari Enzo

Gumpert
- Gumpert Apollo

Lamborghini
- Lamborghini Countach LP400

Lotus
- Lotus Exige GT3

Maserati
- Maserati 250

Panoz
- Panoz GTR-1 Coupe

Peugeot
- Peugeot Flux concept

RUF
- RUF RGT 997

Subaru
- Subaru Impreza P1

Toyota
- Toyota Supra Turbo
- Toyota 2000 GT

TVR
- TVR Sagaris

Vanwall
- Vanwall GPR V12